# 德国国营铁路130型柴油机车
东德130系列内燃机车（DR class130，DR是东德铁路的简称）包括130型（现称230型）、131型（231）、132型（232、233、234、241）、142型（242）。
130系列机车都是在苏联卢甘斯克（今属乌克兰）生产的，而后出口到东德。在德国统一之后，这些机车仍然使用，主要用于重型货运。该型机车在1970至1982年之间共生产了700辆。德国人把这些机车昵称为“柳德米拉”，一个典型的俄国女子名字。

## 发展历史

### 开发背景
1950年代中期，民主德国（东德）的德国国营铁路开始了大规模的牵引动力改革。由于当时东德能够从苏联获得稳定的原油供应，而且铁路电气化改造的成本较大，因此德国国营铁路确定了牵引动力内燃化的发展方针，优先以柴油机车取代原有的蒸汽机车。同时，又制定了一个全部采用液力传动柴油机车的机车型谱，包括V15、V60、V100、V180型柴油机车。
至1960年代中期以前，德国国营铁路柴油机车的开发及购置仅限于本国企业，并达到了较高的标准化程度。当时，德国国营铁路原本计划进一步优化柴油机车型谱，自行研制新一代具有列车供电装置的2400马力及2700马力客运柴油机车。然而，这个计划最终被没有实现，原因是苏联在社会主义国家的经济互助委员会上，提出经互会国家的所有2000马力以上的干线柴油机车都应该由苏联提供，虽然这个建议受到经互会内的一些国家的反对而没有形成决议，但东德在苏联的政治压力下仍然服从了这项提案。因此，东德逐步停止生产液力传动干线柴油机车，改为从苏联进口2000马力以上的电传动柴油机车，并且从罗马尼亚进口液力传动柴油机车。1966年起，苏联的伏罗希洛夫格勒内燃机车制造厂开始向德国国营铁路提供M62型柴油机车，该型机车在东德的铁路系统中被定型为V200型，采用2000马力的14Д40型二冲程柴油机和直—直流电传动装置，最大速度为140公里/小时。

### 研制过程
然而，为了满足客运列车扩大编组及提高速度的牵引需要，德国国营铁路需要一种功率更大的干线柴油机车。根据苏联部长会议于1965年11月20日批准通过的975号决议，正式要求伏罗希洛夫格勒内燃机车制造厂立项研制一种适用于东欧国家的新型3000马力电传动柴油机车。机车研制项目由苏联重型和运输机器制造部（МТЭиТМ）领导及监督，总设计师为弗拉基米尔·R.斯捷潘诺夫（Владимир Романович Степанов）；1966年8月23日，通过了机车技术方案的设计评审，并在1967年3月1日由部级科学技术委员会审议通过机车施工设计。
1967年11月7日，首台原型车在伏罗希洛夫格勒工厂竣工，新机车被定型为TE109型（ТЭ109），采用3000马力的1А-5Д49型四冲程柴油机，也是苏联第一种采用交—直流电传动装置的柴油机车；通过采用不同的牵引齿轮传动比，可以使TE109型机车作为货运或客运机车使用，最大运行速度分别为100公里/小时和140公里/小时。1968年至1969年间，在全苏铁道运输科学研究院的组织下，TE109-001、002号机车与2TE40-005、2TE10L型柴油机车，在敖德萨-基希讷乌铁路局的伯尔兹机务段进行了对比试验。试验结果表明，在相同的运用条件下，TE109型机车及2TE40型机车的燃油消耗量比2TE10L型机车减少9～11%（按单节机车计算）。

### 出口东德

#### 130型（230型）
在TE109型柴油机车的基础上，首台由伏罗希洛夫格勒内燃机车制造厂为德国国营铁路制造、适用于标准轨距的3000马力柴油机车在1970年初举办的萊比鍚春季博览会上首次对外展出，当时该型机车原被定型为V 300型，展示机车的车号为V 300 001。但在结束展示后不久，随着德国国营铁路对机车型号实施的改革，该型机车最终被定型为130型，并在位于哈雷的德国国营铁路直属试验机构（VES-M）进行了性能试验后，交付莱比锡南机务段投入运用。1970年至1973年间，德国国营铁路共接收了80台130型柴油机车。
130型柴油机车原设计用于干线客运，最高运行速度为140公里/小时，但因为列车供电装置的研制出现了困难，这些机车还没有安装列车供电装置就交付德国国营铁路使用。因此，130型机车主要在夏季担当旅客列车的牵引任务，而在冬季则用于牵引货物列车。两德统一后，德国国营铁路和德国联邦铁路于1994年合并并成立了德国铁路股份公司，德国国营铁路的机车型号按德国联邦铁路的型号命名规则作出了改变，由于干线及重型调车柴油机车型号为“2”字头，因此130型机车被更名为230型。

#### 131型（231型）
由于130型机车为干线客运机车，其牵引特性并不适应货物列车的牵引需要，所以最后三台交付的机车开始改变了齿轮传动比，最高运行速度为100公里/小时，提高了机车牵引力，作为纯粹的货运机车使用，该型机车被定型为131型。德国国营铁路共接收了76台132型柴油机车。德国铁路股份公司成立后，131型机车被更名为231型。

#### 130.1型（754型）
1972年，苏联成功为德国国营铁路试制了列车供电装置，并装载于两台130型机车上进行试验，其车号被定为130 101、130 102。该型机车仍然按干线客运机车设计，最高运行速度为140公里/小时，机车能够向旅客列车的电热取暖系统提供电源，供电制式为1000伏16⅔赫兹单相交流电。这两台机车自交付德国国营铁路后，一直在哈雷铁路试验机构使用。德国铁路股份公司成立后，德国国营铁路的机车型号按德国联邦铁路的型号命名规则作出了改变，由于实验与工务用机车车辆型号为“7”字头，因此130型机车被更名为754型。

#### 132型（232型）
当时东德的铁路普遍状况不佳，限速都在120千米。所以132型机车的极速也被限制在120千米。这种机车立即成为了东德的内燃主力。1977年，在此基础上又制造出了6辆功率2,940千瓦的142型机车。不过当时东德又把铁路建设的重心转移到了电气化上，所以这样的大功率内燃机车就显得没有那么必要了。
两德合并后，该系列机车按照西德标准进行了重命名，改称230系列。在这种编号方式中，“2”代表干线内燃机车，“30”则显然继承自原名。按照此种规律，131型改称232型，其他型号以此类推。而后，130型和131型很快退出了现役。现在232型仍然在使用中，并且负担起了不少西部德国的货运任务。一部分232型在德国铁路公司的治下进行了改装，这种改装的成果包括极速140千米的234型、装新型12缸发动机的233型以及功率2940千瓦的241型。
132型于1974年入役服务，这一车型总共制造了709辆，是130系列中最著名的一型。
在德国统一后，大量该型机车进行了改造，衍生出了232.9、233、234、241型内燃机车。

#### 142型/242型
1977至1978年之间，制造出了6辆功率达到2940千瓦的142型机车。但由于当时高层政治风向变化，铁路建设的重点转移到了电气化建设上，新型大功率内燃机车的设计制造被迫中止。因此，142型机车也没有继续生产，总共只有6辆。当时，142型是全欧洲最为强劲的内燃机车，而且这一纪录一直到2006年才被功率高达3600千瓦的 Voith Maxima 40 CC机车打破。

## 运用
在东德时期，132型经常被用于高速重型运输，比如牵引重达1800-2200吨的煤或石灰列车。在柏林墙倒塌、两德合二为一之后，132型（这时应该叫做232型）的足迹开始出现在原来西德的土地上，来往于汉堡、纽伦堡和基尔之间。1994年德国铁路公司合并了两家其他铁路公司后，232型更加大显神威，甚至在很大程度上替代了西德V160（216、217、218等）系列机车。也有一部分速度较高的234型用于城际客运。

### 退役
230型是家族中最先退出使用的型号，紧随其后的是231型。它们中有一小部分转让到了私人公司，还有几辆被送进了博物馆。242型从德国铁路公司退出后全数进入私人公司服务。至2009年2月，232型和241型仍然在铁路上运行。

### 在其他国家
由于该机车由苏联制造，所以在其他几个苏东国家也有使用。捷克的 T679.2型、保加利亚07型以及苏联 TЭ 109型都与232型相近。

## 技术特点

### 总体结构

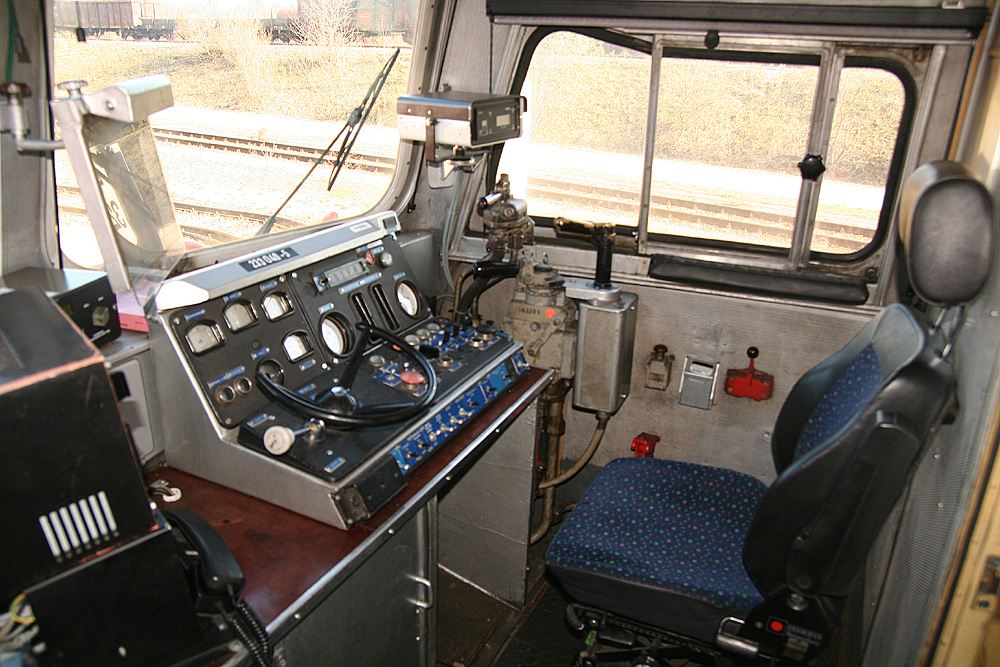
司机室

130型柴油机车是六轴干线客货运通用柴油机车，采用了桁架式整体承载焊接结构车体，车体由车架、侧墙、司机室、上弦梁、下弦梁等部件焊接成一个完整的箱形结构，底架中部并设有下凹的燃油箱及蓄电池箱。
机车的冷却水系统分为高温冷却水系统及低温冷却水系统。高温水系统是柴油机冷却水的系统，而低温水系统是为机油热交换器及增压空气中间冷却器而设的冷却水系统。冷却装置由散热器与风扇组成，冷却水带出的热量在散热器中传给空气而冷却。机车上的三台冷却风扇均使用三相交流电动机驱动，而ПК-35М型空气压缩机采用直流电动机驱动。

### 柴油机

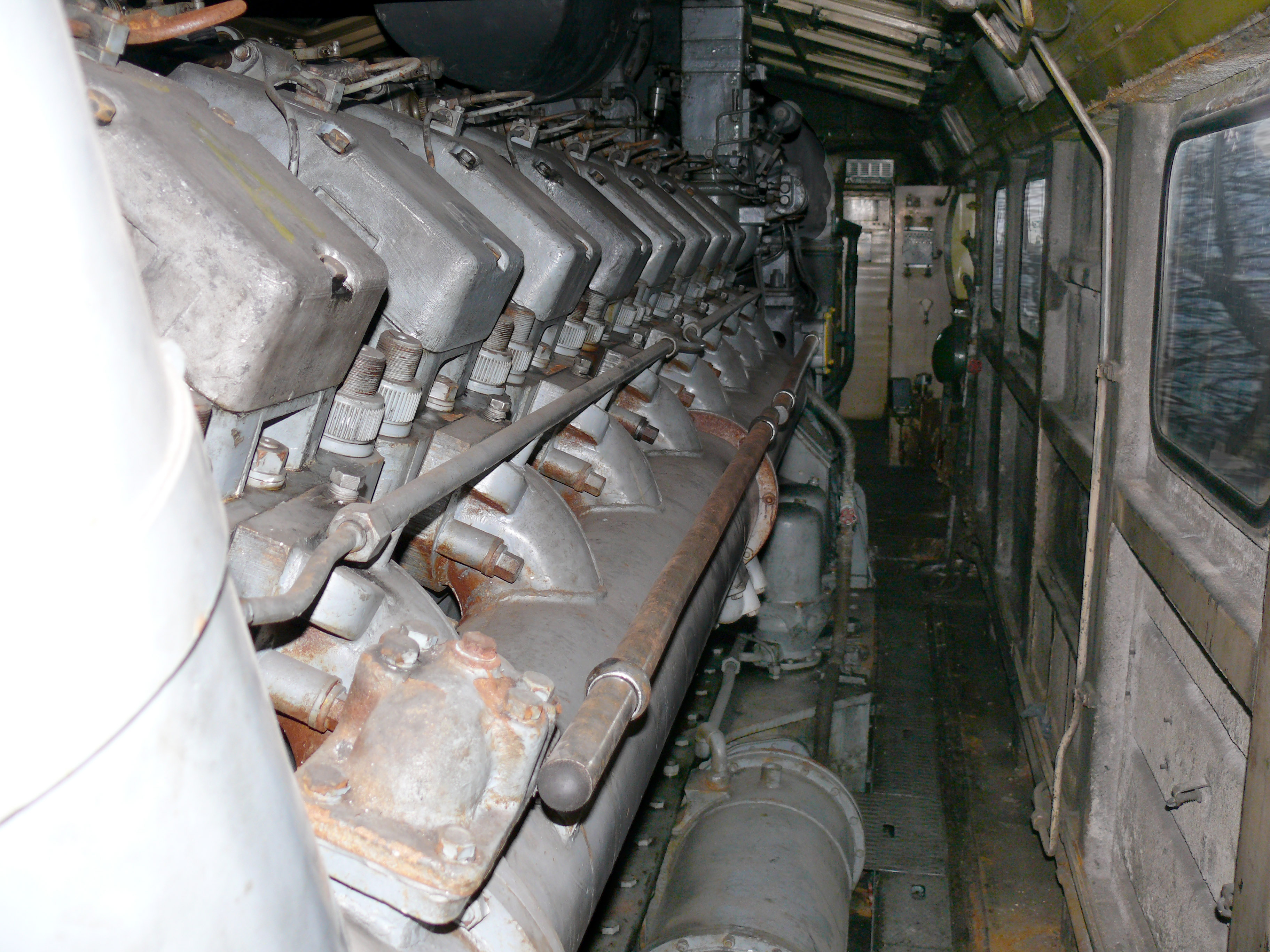
1А-5Д49型柴油机

机车装用一台1А-5Д49型柴油机（苏联国家标准GOST型号为16ЧН26/26），是一种由科洛姆纳工厂研制的16气缸、四冲程、二级增压带中间冷却的V型中速柴油机，气缸直径为260毫米，活塞行程为260毫米，额定转速为每分钟1000转，装车功率为3000马力（2,200千瓦），单位燃料消耗量为180克/有效马力·小时。该型柴油机最初采用了由铸铁与球墨铸铁铸造的曲轴，但在冬季较容易发生脆性断裂，这是因为柴油机启动时曲轴受力过大而造成，因此需要对柴油机采取预热、阶段点火等措施，以减少发生曲轴断裂的机会，而后来生产的柴油机则全部改用整体锻造曲轴。柴油机采用了二级增压系统，第一级是单级轴流式废气涡轮增压器，第二级是由离心式鼓风机组成的单级机械增压器，两级增压器之间设有增压空气中间冷却器（中冷器）。柴油机及油底壳净重17500公斤。机车最多可装载6000升柴油及1100升机油。

### 传动系统
机车传动装置采用交—直流电传动，由哈尔科夫重型电机厂设计制造。柴油机通过联轴器直接驱动一台ГС-501А型三相交流同步牵引发电机，经硅整流装置转换成直流电后，供给六台并联的牵引电动机。
牵引发电机额定功率为2000千瓦，采用独立励磁及强迫通风冷却；发电机定子按两组三相绕组设计，彼此相差30°电角度。在牵引发电机的底座上还设有一台ВС-650型励磁机及一台СТГ-7型辅助启动发电机，两台电机均通过齿轮变速箱直接与柴油机曲轴相连。启动发电机为一台直流电机，在机车起动时启动发电机由蓄电池供电，作为串励直流电动机运转并驱动柴油机起动；当机车完成启动后它又变为他励直流发电机，输出110伏直流电，供蓄电池充电及机车控制电路及辅助设备用电。
牵引发电机发出的三相交流电由УВКТ-2型硅整流装置转换成直流电，设有二组并联的三相桥式整流电路，整流电路每一桥臂有十个并联支路，每个支路有二个串联连接的ВЛ-200-8型雪崩整流二极管，全套整流装置共有240个二极管元件，额定输出电压为750伏（5700安培）。机车并具有发电机恒功率励磁调节功能，以充分利用柴油机的功率。励磁机是一台26千瓦的单相同步交流发电机，励磁机发出的交流电，经过晶闸管整流为直流电后给牵引发电机励磁。
牵引电动机采用ЭД-112А型直流串励牵引电动机，额定功率为294千瓦，额定电压为370伏（900安培），最高工作电压为700伏（475安培），额定转速为每分钟440转，最高转速为每分钟2320转，单台电机重量为3000公斤。为扩大机车恒功速度范围，机车能够对牵引电动机使用二级磁场削弱，磁场削弱率分别为57～63%及35～39%。机车采用了КВ-1552型司机控制器，调速手轮具有前进、中立、后退三个工作模式，以及零位和1～15位运行级位。

### 供电系统
列车供电装置由一台交流发电机及一台变流器组成。供电发电机为一台对称三相交流同步发电机，发电机包括两组三相绕组，彼此相差30°电角度，输出六相交流电；然后由晶闸管变流器（Hüllkurvenumrichter）输出正、负半周波形对称的1000伏22赫兹单相交流电，经车辆母线向旅客列车的电热装置负载直接集中供电。这种设计是德国铁路柴油机车的第一代列车供电方式，最大输出功率为400千瓦，可为8辆客车供电。但由于供电功率等于负载功率，并且没有短时过载的储备冗余，因此不适合用于为旅客列车的空调设备供电。一旦在两个半波之间的电压—时间面积有跳跃式的变化，所产生的直流电压将使变流器处于磁饱和区域，并引起较大的磁化电流。

### 转向架
走行部为两台无导框式三轴转向架，与后来2TE116、2TE10V型机车的转向架基本相同。转向架的“目”字形构架由箱形截面的纵梁和横梁焊接而成，滚柱轴承轴箱采用拉杆式定位结构。一系独立悬挂采用螺旋弹簧及橡胶垫；二系悬挂采用橡胶堆旁承，静挠度为80毫米。车体全部重量通过四点式橡胶堆旁承由两台转向架支承，牵引力和制动力通过心盘传递，二系旁承并具自动复位机构，能使机车驶出曲线时转向架重新复位，从而减少轮缘磨损。牵引电动机采用抱轴式半悬挂安装在转向架上，当牵引传动齿轮比为15：68时，最高运行速度为100公里/小时；当牵引传动齿轮比为20：63时，最高运行速度为140公里/小时。